# Litrin obor u Sinju
Zgrada Litrin obor nalazi se u Sinju, na adresi Glavička ul..

## Opis
Stambena kuća zvana Litrin obor, izvorno dvokatnica građena muljikom, nadograđena je naknadno za jedan kat. Na uglu, „L“ tlocrtne dispozicije kuće na visini prvog kata po jedna je zazidana luneta sa zapadne i sjeverne strane. Nad njima teče profilirani vijenac s dva istaknuta odvoda za kišu. Prema načinu gradnje zgrada pripada 18. st. i spada među najstarije stambene kuće Sinja. Na sjevernom pročelju 2007. godine ugrađen je reljef u čast junacima Pavi, Boži i Grguru Milanoviću koji su se istaknuli u ratu protiv Turaka 1687. godine.

## Zaštita
Pod oznakom Z-4796 zavedena je pod vrstom "nepokretno kulturno dobro - pojedinačno", pravna statusa zaštićena kulturnog dobra, klasificirano kao "stambene građevine".